# Victor Ikpeba
Victor Nosa Ikpeba, nigerijski nogometaš, * 12. junij 1973, Benin City, Nigerija. 
Sodeloval je na nogometnemu delu poletnih olimpijskih iger leta 1996.